# ハムザ・ファンスーリー

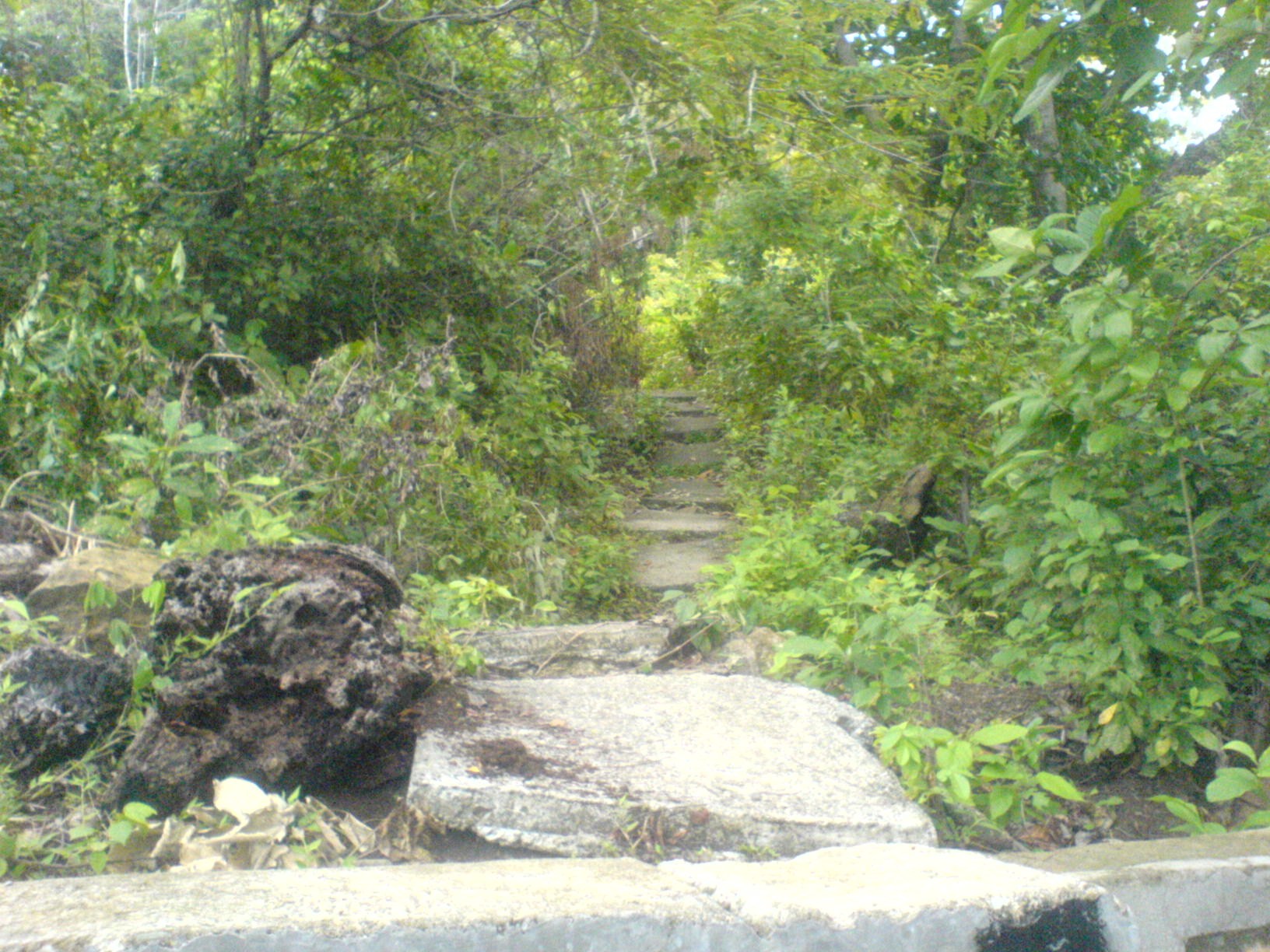
ハムザ・ファンスーリーの墓所へと続く道

ハムザ・ファンスーリー（Hamzah Fansuri; 生没年不明）は、おそらくは16世紀後半に活動したスマトラ島あるいはアユタヤ出身のスーフィー詩人。イブン・アラビーの影響が指摘される存在一性論に基づく神秘主義的な詩や散文をマレー語で書いた（#思想）。マレー語文学の歴史における最初の詩人であると同時に、東南アジアにおけるイスラーム教受容史の観点からも最初期に活動した人物とされる（#生涯）。現代にまで残った詩は32編、散文3編（#作品）。

## 生涯
ハムザ・ファンスーリーは歴史上実在の人物であるが、没後に著作が焚書に遭い、史料上の制約もあって、その生涯はつまびらかでない。史料によると、イスカンダル2世の時代（1636年-1641年）のアチェ・スルターン国に、グジャラートからヌールッディーン・ラーニーリーという宗教者が来朝した。ラーニーリーは、アチェの宮廷にハムザ・ファンスーリーなるスーフィーを精神的な師と仰ぐ者たちが多いことを知り、その教説を「異端」として激しく批難した。アチェの君主イスカンダル2世とタージュル・アラムはラーニーリーの意見を容れ、ハムザの著作を焼いた。こうした記録に基づくと、焚書を免れた32編の詩が現代に伝わるハムザ・ファンスーリーは、イスカンダル2世の時代からそれほど遠くない過去、アチェに実際に活動していたことは確実である。通説では、ハムザが活躍した時代は16世紀後半と考えられている。
Braginsky (1999)によると、ハムザの生涯を再構成する材料になる主要な情報源は、次の3種類に分類できる。第1は、作品中のタハッルス・バイトにおける自己言及である。第2は、ハムザの弟子や擁護者、例えば、ハサン・ファンスーリー、シャムスッディーン・スマトラニといった文人が編んだハムザの詩集に、彼らが付した注釈である。第3は、15世紀から17世紀にかけてアチェに来訪したヨーロッパ人の記録である。
ハムザのマレー語詩は、シャイールあるいはルバーイーといったペルシア語詩の流れを汲む形式で書かれ、詩人の雅号（タハッルス）を入れるバイト（対句）を最終連に置く。そのタハッルス・バイトでは「ファンスーリー」と「シャフレ・ナウィー」という2つのニスバが雅号として使用されている。ニスバは toponym の一種であるため、ハムザはバルスかアユタヤ、どちらかの生まれであるか、もしくは、長くそこに住んでいたなどの関係があることが示唆される。バルス（Barus）はスマトラ島北西部の港町で、アラブ人やペルシア人には「ファンスール」（Fansūr, Fanṣūr, Pansūr, 賓窣）と呼ばれていた。「シャフレ・ナウ」（Shahr-i-Naw）はペルシア語で「新しい町」を意味し、ペルシア商人たちによるアユタヤの呼称である。
さらに上記タハッルス・バイトによると、ハムザがメッカ、メディーナ、ダマスクス、クドゥスに巡礼し、バグダードも訪れたことが歌われている。バグダードでは「ジーラーニー師より相伝を受けた」（I:13）とあり、これはカーディリー教団のタリーカで修行したことが示唆されていると解される。
タハッルス・バイトの情報と、同時代の文人たちの記述といった僅かな手がかりを根拠にして、ハムザの生涯を再構成する試みがなされている。ハムザの生誕地についてはバルス説とアユタヤ説がある。アユタヤ説は、ハムザの作品を発掘し、最初の本格的な評伝を書いたムハンマド・ナキブ・アッタシュが支持する。しかし、一般的にはバルス説が支持されている。
通説では、ハムザはバルスに生まれ、西アジア各地を巡礼した後、アユタヤで暮らしたようである。その後、スマトラ島に戻ってアチェに住み、数多くの弟子を導いた後、同地で没した。墓所とされる場所は、バルスの少し北、シンキル川上流にあり、参詣者の絶えない聖地になっている。
しかし、Guillot & Kalus (2000)は、カイロに保管されている墓石の中から、1527年4月11日の没年月日のある墓石を見つけ、その墓石が示す埋葬者が東南アジアの詩人のハムザ・ファンスーリーであると考え、その旨発表した。その墓石はメッカのムアッラー墓地にあったもので、20世紀にワッハーブ派の破壊から免れるため、カイロに避難させられたものである。この発表が確かならばハムザの活動時期は半世紀遡る。また、ハムザはアチェの宮廷に住んでもいなければ、そこで詩作をしてもいない、バルスからメッカへ巡礼した折、そこで客死したことになる。
Guillot & Kalus (2000)は、墓石に刻まれた埋葬者名を「シャイフ・ハムザ・ブン・アブドゥッラー・ファンスーリー」（Shaykh Hamza b. Abd Allah al-Fansuri）と読んだ。しかし、Braginsky (2001)はこれを不確かなものと反論し、墓石の埋葬者名は字形の似るマンスーリーの誤りではないかとする（فنصوري と منصوري）。Attas (1970)は、ハムザの没年を1590年ごろ、あるいはそれよりも早い時期と推定し、おおむね支持されている。Braginsky (1999)はそれまで参照されていなかった上記第3の情報源（アチェ来訪ヨーロッパ人の記録）を検討して、ハムザが少なくとも1621年までは存命であり、イスカンダル・ムダの時代（1607年-1636年）に亡くなった、すなわち没年を1621年から1636年までのいずれかの年とする仮説を立てた。これによるとハムザの死没年は通説より30年下る。

## 作品
ハムザ・ファンスーリーの詩作品は、全部で32編が現代に伝わる。それらはシャイールかルバーイーの形式をとり、長さは長いもので21連（バイト/スタンザ）、ほとんどは13から15連を超えない長さである。各詩作品の最終連（タハッルス・バイト）にはハムザの雅号が入っている。ハムザの韻文には練達の技巧があり、マレー語詩の構造にアラビア語からの借用語が効果的に混ぜ込まれている。また、駄洒落や引っかけといった言葉遊びがふんだんに用いられ、ユーモアのある一面や詩的技巧が示されている。
ハムザには散文作品もあり、現在まで伝わっている作品としては以下の3作品がある。
- Sharab al-'ashiqin (恋人たちの飲み物)
- Asrar al-'arifin (グノーシス的知の秘密)
- Kitab al-Muntahi (達人の書) – アラビア語、ペルシア語の警句集でマレー語による注釈が付されている。

## 思想
ハムザ・ファンスーリーは、マレー語でイスラーム神秘主義について論じた初めての人物である。ハムザ・ファンスーリーの神秘主義思想は、16世紀のペルシアやムガル朝インドに広まっていた、イブン・アラビーの存在一性論（Waḥdat al-Wujūd）に影響を受けている。ハムザは、神（アッラー）を、人間一人ひとりを含む万物に内在する（immanent）ものと捉えた。そして、各個人の内にある神性と自己を合一にする道を捜し求めた。神がこの世界に現れていることを説く七段階の流出論（emanation, martabat）や「完全人間」といった概念が、ハムザの作品には見られる。これらのイブン・アラビーの思想は、当時の島嶼部東南アジアの一部には伝播していた。
しかし、ヌールッディーン・ラーニーリーは、ハムザの思想が、神は創造後も不変であるというイスラーム教の信仰に合致していないから異端であるとみなした。ヌールッディーンはグジャラート出身だが、アチェへ渡航した17世紀の神学者である。ヌールッディーンに感化されたスルターナ・タージュル・アラムは、ハムザの名前を歴史から消そうと試み、その著作を焼いた。